# Cees van Geel
Cees van Geel is een voormalige Nederlands hockeyspeler.
Hij kwam uit voor Mixed Hockeyclub MEP en speelde elf interlands voor het Nederlands hockeyteam in 1973 en 1974. Gouden medaille WK 1973 in Amstelveen
Speelde ook 2x europeeskampioenschap in nederlands zaalhockey team.Won 1x zilver en 1x brons
Van Geel is de vader van Renske van Geel.  